# Nariyuki Masuda
Nariyuki Masuda, (en japonès: 増田 成幸, Sendai, 23 d'octubre de 1983) és un ciclista japonès, professional des del 2006 i actualment a l'equip Utsunomiya Blitzen.

## Palmarès
- 2014
  - 1r a la Volta a Okinawa
- 2016
  - 1r a la Volta a Hokkaidō i vencedor d'una etapa
  - 1r a la Volta a Okinawa
- 2019
  -  Campió del Japó de contrarellotge
  - 1r a la Volta a Okinawa
- 2021
  - 1r a la Volta al Japó i vencedor d'una etapa